# تيماء (مدينة)

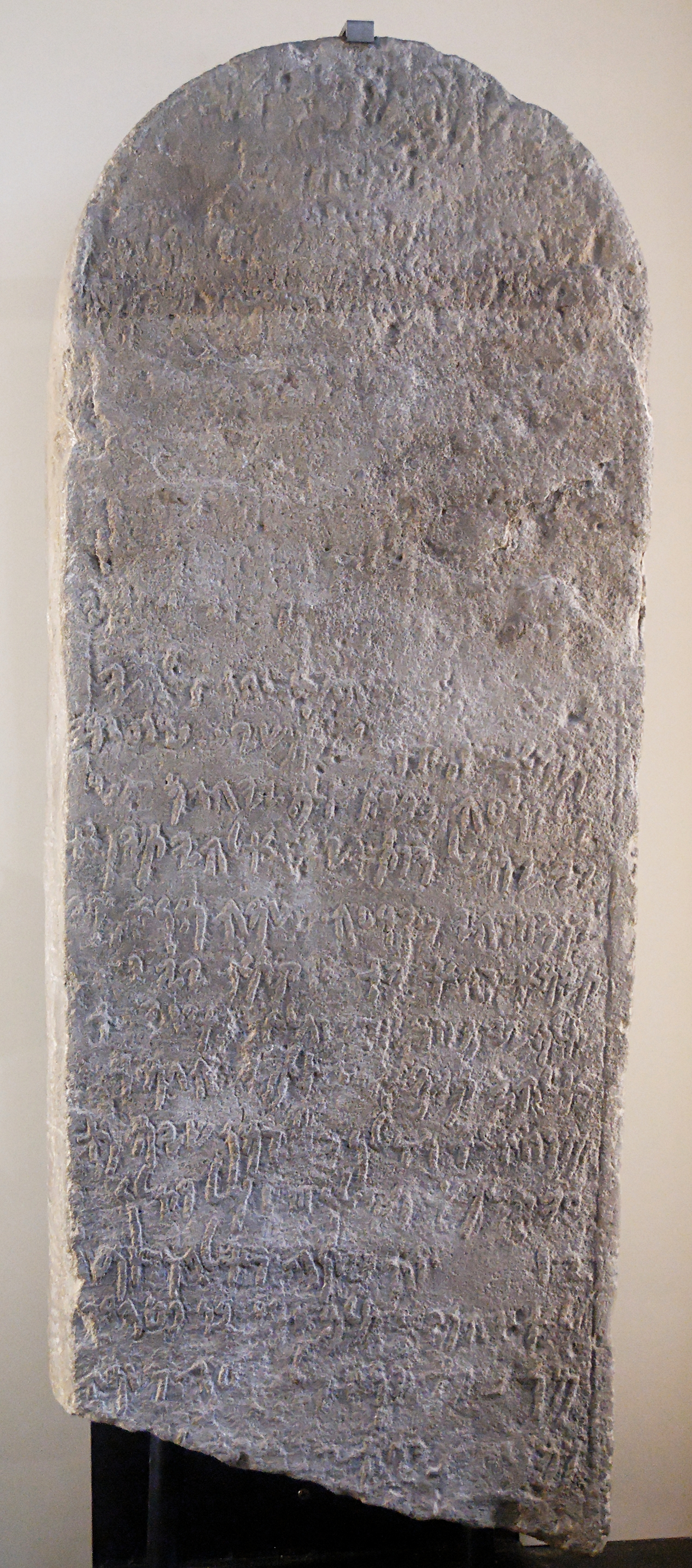
مسلة تيماء الشهيرة باللغة الآرامية

تيماء إحدى مدن المملكة العربية السعودية، تقع تاريخيًا وجغرافيًا في الجزء الشمالي الغربي من جزيرة العرب حيث استوطنها وبناها العرب القدماء من الثموديين والعماليق وغيرهم من الأقوام القدماء مثل الأنباط واللحيانيين في قديم الزمان وهذا ما جعلها منطقة أثرية تاريخية . وهي حاليًا إحدى المناطق السعودية التاريخية وتقع بالتحديد جنوب شرق مدينة تبوك وهي تابعة لمنطقة تبوك إداريًا، حيث كانت قديما تابعة إدارياٌ لمنطقة حائل.

## الموقع
تقع تيماء على دائرة عرض 27 درجة و38 دقيقة، وخط طول 38 درجة و29 دقيقة، تبعد حوالي 265 كم شرقي مدينة تبوك وتبعد حوالي 400 كم شمال المدينة. وتعد من المدن الغنية بالآثار القديمة والتي تعود إلى ما قبل التاريخ، ومن أشهر آثارها، قصر الأبلق والحمراء وبئر هداج وقصر الرضم، وكثير من السياح المحليين والأجانب يقومون بزيارته. أرضها خصبة صالحة للزراعة وتشتهر بتمرها الجيد، وبها عين ماء شهيرة في بلاد العرب وهو بئر هداج، يوجد بها نقوش كثيرة باللغات السامية بالآرامية والكنعانية واللحيانية والثمودية والسبئية والنبطية وقد عثر بها على نقوش يظن أنها من القرن السادس ق.م، ورد ذكرها أكثر من مرة في التوراة وبعض هذه المقتنيات معروضة في متحف تيماء. حيث تنسب إلى تيما أحد أبناء إسماعيل.
ومن مراكزها:
- الجبعاوية
- الكتيب
- الهوجاء (الهوج)
- العسافية
- ابيط
- مركز الجهراء
- عردة
- مركز الحزم

## المناخ
يظهر الجدول التالي التغييرات المناخية على مدار السنة لتيماء:
| البيانات المناخية لـتيماء         | البيانات المناخية لـتيماء | البيانات المناخية لـتيماء | البيانات المناخية لـتيماء | البيانات المناخية لـتيماء | البيانات المناخية لـتيماء | البيانات المناخية لـتيماء | البيانات المناخية لـتيماء | البيانات المناخية لـتيماء | البيانات المناخية لـتيماء | البيانات المناخية لـتيماء | البيانات المناخية لـتيماء | البيانات المناخية لـتيماء | البيانات المناخية لـتيماء |
| الشهر                             | يناير                     | فبراير                    | مارس                      | أبريل                     | مايو                      | يونيو                     | يوليو                     | أغسطس                     | سبتمبر                    | أكتوبر                    | نوفمبر                    | ديسمبر                    | المعدل السنوي             |
| --------------------------------- | ------------------------- | ------------------------- | ------------------------- | ------------------------- | ------------------------- | ------------------------- | ------------------------- | ------------------------- | ------------------------- | ------------------------- | ------------------------- | ------------------------- | ------------------------- |
| متوسط درجة الحرارة الكبرى °م (°ف) | 17.7 (63.9)               | 21.1 (70.0)               | 24.2 (75.6)               | 29.4 (84.9)               | 32.8 (91.0)               | 36.1 (97.0)               | 36.9 (98.4)               | 37.1 (98.8)               | 35.8 (96.4)               | 31.5 (88.7)               | 24.2 (75.6)               | 18.9 (66.0)               | 28.8 (83.9)               |
| متوسط درجة الحرارة الصغرى °م (°ف) | 4.5 (40.1)                | 6.9 (44.4)                | 9.8 (49.6)                | 14.5 (58.1)               | 18.9 (66.0)               | 22.2 (72.0)               | 23.3 (73.9)               | 23.3 (73.9)               | 20.9 (69.6)               | 16.5 (61.7)               | 10.7 (51.3)               | 5.8 (42.4)                | 14.8 (58.6)               |
| الهطول مم (إنش)                   | 9 (0.4)                   | 4 (0.2)                   | 10 (0.4)                  | 9 (0.4)                   | 3 (0.1)                   | 0 (0)                     | 0 (0)                     | 0 (0)                     | 0 (0)                     | 7 (0.3)                   | 16 (0.6)                  | 7 (0.3)                   | 65 (2.6)                  |
| المصدر: Climate data              |                           |                           |                           |                           |                           |                           |                           |                           |                           |                           |                           |                           |                           |

## أعلام
- السموأل